# Irlanda en los Juegos Paralímpicos de Nueva York y Stoke Mandeville 1984
Irlanda estuvo representada en los Juegos Paralímpicos de Nueva York y Stoke Mandeville 1984 por un total de 51 deportistas, 38 hombres y 13 mujeres.

## Medallistas
El equipo paralímpico irlandés obtuvo las siguientes medallas:
| Nombre                     | Deporte            | Evento                              |
| -------------------------- | ------------------ | ----------------------------------- |
| Oro                        |                    |                                     |
| Morna Cloonan              | Atletismo          | Peso C6 femenino                    |
| Morna Cloonan              | Atletismo          | 1000 m campo a través C6 femenino   |
| Carol Carr                 | Atletismo          | 400 m B2 femenino                   |
| Cathy Dunne                | Atletismo          | Disco 3 femenino                    |
| Rosaleen Gallagher         | Atletismo          | Peso 1B femenino                    |
| Ronan Tynan                | Atletismo          | Disco A3 masculino                  |
| Ronan Tynan                | Atletismo          | Peso A3 masculino                   |
| Ronan Tynan                | Atletismo          | Salto de longitud A3 masculino      |
| William Johnston           | Atletismo          | Distancia C1 masculino              |
| Dermot Walsh               | Atletismo          | Eslalon C2 masculino                |
| Brendan Crean              | Atletismo          | Maza C3 masculino                   |
| Tom Leahy                  | Atletismo          | Peso C2 masculino                   |
| David McNally              | Atletismo          | Salto de longitud C8 masculino      |
| Paul Smyth                 | Bolos sobre hierba | Individual A2/4 masculino           |
| Bill Ensor Paul Smyth      | Bolos sobre hierba | Dobles A2/4 masculino               |
| Alice Bailey Angela Hendra | Bolos sobre hierba | Dobles paraplejia femenino          |
| Morna Cloonan              | Natación           | 25 m espalda C6 femenino            |
| Gerard Dunne               | Natación           | 100 m espalda 6 masculino           |
| Gerard Dunne               | Natación           | 100 m mariposa 6 masculino          |
| Jimmy Gibson               | Snooker            | Paraplejia masculino                |
| Plata                      |                    |                                     |
| Theresa Ward               | Atletismo          | 200 m C7 femenino                   |
| Theresa Ward               | Atletismo          | Jabalina C7 femenino                |
| Carol Carr                 | Atletismo          | 1500 m B2 femenino                  |
| Kay McShane                | Atletismo          | Maratón 4 femenino                  |
| Rosaleen Gallagher         | Atletismo          | Jabalina 1B femenino                |
| Morna Cloonan              | Atletismo          | Maza C6 femenino                    |
| Tom Leahy                  | Atletismo          | Maza C2 masculino                   |
| John Creedon               | Atletismo          | Maza L1 masculino                   |
| William Johnston           | Atletismo          | Precisión C1 masculino              |
| Gerry O'Rourke             | Atletismo          | 400 m A1-3 masculino                |
| Ronan Tynan                | Atletismo          | Salto de altura A3 masculino        |
| Equipo                     | Fútbol 7           | Torneo masculino                    |
| Monica O'Kelly             | Natación           | 25 m libre con auxiliar C2 femenino |
| Gerard Dunne               | Natación           | 400 m libre 6 masculino             |
| Equipo                     | Tenis de mesa      | Equipo 2 femenino                   |
| Bronce                     |                    |                                     |
| Monica O'Kelly             | Atletismo          | Eslalon (pierna) C2 femenino        |
| Monica O'Kelly             | Atletismo          | Maza C2 femenino                    |
| Monica O'Kelly             | Atletismo          | Peso C2 femenino                    |
| Rosaleen Gallagher         | Atletismo          | Disco 1B femenino                   |
| Rosaleen Gallagher         | Atletismo          | Eslalon 1B femenino                 |
| Jennifer Keily             | Atletismo          | Eslalon C3 femenino                 |
| Jennifer Keily             | Atletismo          | Peso C3 femenino                    |
| Alison Barnes              | Atletismo          | Eslalon C1 femenino                 |
| Christina Dodrill          | Atletismo          | Peso 2 femenino                     |
| Theresa Ward               | Atletismo          | 100 m C7 femenino                   |
| Joe Mulhall                | Atletismo          | Jabalina C3 masculino               |
| Joe Mulhall                | Atletismo          | Maza C3 masculino                   |
| Joe Mulhall                | Atletismo          | Peso C3 masculino                   |
| Patrick Kelly              | Atletismo          | 800 m B1 masculino                  |
| Patrick Kelly              | Atletismo          | 1500 m B1 masculino                 |
| Gerry O'Rourke             | Atletismo          | 100 m A1-3 masculino                |
| Gerry O'Rourke             | Atletismo          | 800 m A1-3 masculino                |
| David Boland               | Atletismo          | Balón medicinal C2 masculino        |
| Martin Costello            | Atletismo          | Jabalina C4 masculino               |
| Francis Genockey           | Atletismo          | Peso L2 masculino                   |
| Fintan O'Donnell           | Atletismo          | 800 m B3 masculino                  |
| Equipo                     | Atletismo          | 4 × 100 m C7-8 masculino            |
| Ronan Rooney               | Atletismo          | Maratón 1B masculino                |
| John Twomey                | Atletismo          | Disco 2 masculino                   |
| Angela Hendra              | Bolos sobre hierba | Individual paraplejia femenino      |
| Alice Bailey Angela Hendra | Bolos sobre hierba | Dobles paraplejia mixto             |
| Brendan Crean              | Natación           | 25 m espalda C3 masculino           |
| Gerard Dunne               | Natación           | 100 m libre 6 masculino             |
| Morna Cloonan              | Tenis de mesa      | Individual C4-5 femenino            |
| O. Rouke                   | Tenis de mesa      | Individual L2 masculino             |
| Equipo                     | Tenis de mesa      | Equipo CP5 masculino                |